# إيان هولم
إيان هولم (بالإنجليزية: Ian Holm)‏ (12 سبتمبر 1931 - 19 يونيو 2020)، ممثل إنجليزي فائز بجائزة البافتا كأفضل ممثل في دور مساند مرتين عام 1968 عن دوره في بندقية بوفورز وعام 1981 عن دوره في عربات النار، كما حصل على جائزة نقابة ممثلي الشاشة 2003 لأفضل فريق ممثلي عن فيلم سيد الخواتم: عودة الملك.
توفي في المستشفى محاطًا بعائلته، وأشارت الصحف إلى معاناته من مرض باركنسون.

## التكريم والجوائز
- حاز رتبة قائد في رتب الإمبراطورية البريطانية عام 1989.
- فارس، لأعماله الدرامية، في عام 1998.

## مواقع خارجية
- إيان هولم على موقع IMDb (الإنجليزية)
- إيان هولم على موقع روتن توميتوز (الإنجليزية)
- إيان هولم على موقع ألو سيني (الفرنسية)
- إيان هولم على موقع ميوزك برينز (الإنجليزية)
- إيان هولم على موقع تيرنر كلاسيك موفيز (الإنجليزية)
- إيان هولم على موقع أول موفي (الإنجليزية)
- إيان هولم على موقع بوكس أوفيس موجو (الإنجليزية)
- إيان هولم على موقع قاعدة بيانات برودواي على الإنترنت (الإنجليزية)
- إيان هولم على موقع قاعدة بيانات الأفلام السويدية (السويدية)
- إيان هولم على موقع إن إن دي بي (الإنجليزية)